# Диосзег (Бихор)
Диосзег (рум. Diószeg) насеље је у Румунији у округу Бихор. Oпштина се налази на надморској висини од 103 m.

## Становништво
Према подацима из 2011. године у насељу је живело 9455 становника.